# Archibald Menzies
Archibald Menzies (ur. 15 marca 1754, zm. 15 lutego 1842) – szkocki chirurg i botanik.

## Życiorys
Urodził się w Easter Stix (lub Styx) w parafii Weem w Perthshire. Studiował botanikę i medycynę w Edynburgu. Po zakończeniu studiów pracował jako asystent chirurga w Caernarfon. W późniejszym czasie wstąpił do Royal Navy i służył w bazie Halifax w Nowej Szkocji.
W 1786 Menzies został mianowany lekarzem okrętowym na Prince of Wales na czas rejsu wokół przylądka Horn na północny Ocean Spokojny. W czasie podróży zebrał i skatalogował szereg nieznanych wcześniej roślin.
W 1790 już jako botanik udał się w rejs dookoła świata na pokładzie HMS Discovery pod dowództwem kapitana George'a Vancouvera, a kiedy w czasie podróży zachorował lekarz okrętowy Menzies przejął na siebie także jego obowiązki.
W czasie pobytu okrętu na Hawajach Menzies wraz z kapitanem Josephem Bakerem i dwoma innymi osobami jako pierwsi Europejczycy weszli na szczyt Mauna Loa. Używając przenośnego barometru, Menzies obliczył wysokość tej góry na 4134 m (w rzeczywistości mierzy ona 4169 m).
Po podróży Menzies pozostał w służbie Royal Navy i stacjonował na Karaibach. Po odejściu na emeryturę pracował jako lekarz w Notting Hill w Londynie.
Jego nazwiskiem nazwano niektóre z odkrytych przez niego roślin, między innymi rodzaj krzewów Menziesia i daglezję zieloną (Pseudotsuga menziesii). Później jego nazwiskiem nazwano także wiecznie zielone drzewo Arbutus menziesii.